# إيفان جونسون
إيفان جونسون (27 يونيو 1953 - 4 أكتوبر 2021)  (بالإنجليزية: Ivan Johnson)‏ هو لاعب كريكت بريطاني. شارك مع منتخب إنجلترا للكريكت.

## وصلات خارجية
- إيفان جونسون على موقع إي آس بي آن كريك إنفو (الإنجليزية)